# Родіна (стадіон)
«Родіна» (рос.: Родина) — футбольний стадіон у місті Хімки Московської області Росії. Є домашнім стадіоном для ФК «Хімки» а також Спартак-2 (Москва) та Динамо (Москва). Збудований у 2006-2007 рр, а перша гра відбулась 17 березня 2007 року ФК «Хімки» приймав краснодарську «Кубань». Так само тут домашні ігри проводить молодіжна команда ФК «Хімки».

## Основні дані
Місткість стадіону 5083 глядачі, штучне покриття з підігрівом, розмір поля 104х68 метри. Освітлення 1215 люкс, кольорове табло.

## Історія
Стадіон був збудований ще у 1967 року, однак сучасний вигляд арена отримала у 2007 році, стадіон був відкритий до виходу ФК «Хімки» у Прем'єр-лігу, тоді його місткість була збільшена до 10 033 місць. ФК «Хімки» проводило там матчі Прем'єр-ліги 2007 та 2008 року, також на стадіоні проводились міжнародні матчі.
Влітку 2013 року стадіон пережив другу реконструкцію у ході якої був укладений сертифікований ФІФА сучасний італійський сертифікований штучний газон. Крім того була південна та північна трибуни, проведені інші роботи внаслідок чого його місткість зменшилась до 5083 глядачів. У сезоні 2013/14 року на стадіоні відбулось кілька матчів за участю основного складу Динамо (Москва).